# Priscilla's Engagement Ring
Priscilla's Engagement Ring (o Priscilla's Engagement Kiss) è un cortometraggio muto del 1911 diretto da Frank Powell.

## Produzione
Il film fu prodotto dalla Biograph Company.

## Distribuzione
Distribuito dalla General Film Company, il film - un cortometraggio in una bobina - uscì nelle sale cinematografiche statunitensi il 9 febbraio 1911.